# Schönbrunn (stacja metra)
Schönbrunn – jedna ze stacji metra w Wiedniu na Linia U4. Została otwarta 1 czerwca 1981. 
Znajduje się w 13. dzielnicy Wiednia Hietzing, a nazwa stacji pochodzi od pobliskiego Pałacu Schönbrunn.